# Potomok Chingiskhana
Potomok Chingiskhana é um filme de drama soviético de 1928 dirigido por Vsevolod Pudovkin.

## Enredo
O filme se passa em 1920, quando as tropas britânicas capturaram a Mongólia. Um pobre caçador encontra uma carta antiga, segundo a qual seu dono é descendente de Genghis Khan. Os britânicos, por sua vez, decidiram utilizá-lo e declararam-no príncipe.

## Elenco
- Valéry Inkijinoff como Bair
- I. Dedintsev
- Aleksandr Chistyakov
- Viktor Tsoppi como Henry Hughes
- Fyodor Ivanov
- V. Pro
- Boris Barnet
- Karl Gurnyak
- Bilinskaya
- I. Inkizhinov